# Pasaje Histórico 5 de Mayo
El Pasaje Histórico 5 de Mayo es un túnel con una distancia de 477 metros ubicada en Puebla de Zaragoza, tiene una antigüedad aproximada de tres siglos y medio, ya que se estima, podría datar de la segunda mitad del siglo XVII. Asciende desde el Barrio de Xanenetla, hasta las inmediaciones del Fuerte de Loreto y Guadalupe. Existen indicios de que este sea tan solo un tramo de lo que podría ser una red subterránea de entre 10 y 12 kilómetros, según un plano hipotético del historiador y periodista Enrique Cordero (1965).

## Historia
Las primeras investigaciones revelan que los túneles fueron construidos después de la fundación de la Ciudad en 1531. Puebla fue una de las primeras ciudades formadas durante la colonia española y funcionaba como un importante centro habitacional para el clero novohispano. Los subterráneos se construyeron en los siguientes dos siglos a la par que la mayoría de las iglesias, monasterios y los edificios más representativos de la nueva urbe: el Ayuntamiento y la Catedral. Los caminos habrían servido, en un principio, para trasladar con discreción las riquezas de la Iglesia católica.
Durante las exploraciones arqueológicas llevadas a cabo a partir de los años noventa del siglo XX dentro de la zona de Monumentos de Puebla, la identificación y registro de alguno de estos elementos ha sido siempre uno de los objetivos, aunque no siempre de manera explícita.
En las obras de construcción del viaducto Zaragoza entre el año 2011 y el 2012, fue localizado uno de los muros de contención del antiguo río san Francisco, y sobre este muro, hacia el lado norte de la vertiente, un arco tapiado que, al ser explorado resultó ser una galería subterránea que va en dirección norte hacia el barrio de Xanenetla y, según el trazo, es muy probable que continúe en pendiente hacia arriba sobre la ladera del cerro Amacueyatepec (Cerro de Loreto).
El 20 de febrero del 2016 fue abierto al público y ha sido considerado como uno de los atractivos turísticos más importantes de la ciudad de Puebla.

## Descripción
Los pasadizos poseen diferentes estilos arquitectónicos según su época de construcción y hasta ahora se han encontrado diferentes sistemas de arcos que han sostenido las estructuras a través de los siglos. Los constructores utilizaron una composición de piedras lascas, rocas pulidas y pegadas con los materiales disponibles de la época hasta formar un arco de medio punto y con una apariencia similar a la bóveda catalana.
Cuenta con un museo de sitio que se encuentra la mayor cantidad de vestigios en exhibición, se pueden apreciar desde balas antiguas, herraduras, hebillas, cuchillos, bayonetas, envases de vidrio y balanzas. 